# Krzysztof Kluczniok
Krzysztof Robert Kluczniok (ur. 24 listopada 1950 w Leszczynach) – śląski samorządowiec i działacz regionalny, były przewodniczący Ruchu Autonomii Śląska (1999–2002), zastępca starosty powiatu rybnickiego (2006–2010), a w latach 2010–2012 wiceprzewodniczący rady powiatu.

## Życiorys
Odbył studia z dziedziny ekonomiki przemysłu w Wyższej Szkole Ekonomicznej w Katowicach, po czym pracował w biurze turystycznym Almatur w Katowicach, następnie zaś w Urzędzie Miasta i Gminy Czerwionka-Leszczyny. Zasiadał w Radzie Narodowej Miasta i Gminy Czerwionka-Leszczyny, a także w Radzie Miasta i Gminy. Przez 8 lat był członkiem zarządu gminy, następnie zaś wykonywał mandat radnego powiatu rybnickiego – był wiceprzewodniczącym rady, następnie zaś został zastępcą starosty powiatowego. W latach 1994–1998 reprezentował gminę Czerwionka-Leszczyny w Sejmiku Samorządowym Województwa Katowickiego. 
W okresie PRL należał do Polskiej Zjednoczonej Partii Robotniczej. Członek Ochotniczej Rezerwy Milicji Obywatelskiej (ORMO). W 1994 przystąpił do Ruchu Autonomii Śląska, był przewodniczącym tej organizacji (1999–2002) oraz jej wiceprzewodniczącym (2003–2006), następnie zaś objął nadzór nad strukturami Ruchu w regionie rybnickim. Działa w Związku Ochotniczych Straży Pożarnych – od ponad trzech dekad jest prezesem Zarządu Miejsko-Gminnego w Czerwionce-Leszczynach, był również prezesem zarządu powiatowego organizacji. Z jego inicjatywy powstał Fundusz Lokalny „Ramża”, którego prezesem została później jego żona Ewa. 
Bez powodzenia ubiegał się o mandat senatorski z ramienia KWW „Autonomia dla Ziemi Górnośląskiej” w wyborach parlamentarnych w 2001 i z ramienia KWW „Jedność Górnośląska” w wyborach uzupełniających w 2003, a w wyborach w 2005 o mandat poselski z 1. miejsca listy PSL. Również bez powodzenia kandydował na urząd burmistrza miasta i gminy Czerwionka-Leszczyny w wyborach w 2002, uzyskując w I turze 15,88% głosów.